# Rhypagla lacernaria
Rhypagla lacernaria là một loài bướm đêm trong họ Erebidae.